# Синоптические Евангелия

Связи между Синоптическими Евангелиями

Синопти́ческие Ева́нгелия (др.-греч. συνοπτικός, букв. «со-наблюдающий» от σύν, «вместе» и ὄψις, «видение, зрительное восприятие») — три первые книги Нового Завета (Евангелия от Матфея, Марка и Луки). По своему содержанию синоптические Евангелия во многом перекрываются и повторяют друг друга. Четвёртое Евангелие от Иоанна отличается по стилю и содержанию от синоптических.
Троих евангелистов Марка, Матфея и Луку называют синоптиками.
Название используется с XVIII века, когда Иоганн Якоб Грисбах издал три Евангелия в 1776 году в виде Синопсиса, параллельными столбцами.
Существует несколько теорий связи между синоптическими евангелиями, в частности — теория об Источнике Q.